# ピンポイント業界史
『ピンポイント業界史』（ピンポイントぎょうかいし）は、テレビ朝日で2018年10月7日（6日深夜）から2019年3月31日（30日深夜）まで日曜日 1:30 - 2:00（土曜日深夜）に放送されていたトーク番組。

## 概要
- 芸能、音楽、食などあらゆるジャンルの歴史の中でも誰も見向きもしない「ピンポイント」な部分を解説するバラエティ

## 出演者
- 今田耕司
- 指原莉乃（HKT48）
- 進行：井澤健太朗（テレビ朝日アナウンサー）

## スタッフ
- ナレーター：近藤サト
- 構成：鈴木おさむ、樅野太紀、小杉四駆郎、山川俊司、平岡達哉、岡伸晃
- TM：河野健之
- TD：遠藤径介
- カメラ：松川翔
- VE：木村雄
- 音声：笠原祥希
- 美術進行：入江大介（tv asahi create）
- ヘアメイク：川口カツラ店
- 編集：藤河優（AZABU PLAZA）
- MA：浅井佑人（AZABU PLAZA）
- 音効：上島光央（ラビットムーンオフィス）
- TK：中里優子（M&M）
- 宣伝：尾木実愛（テレビ朝日）
- デスク：北谷みづき
- 編成：沼田真明、芝高啓介（共にテレビ朝日）
- 制作協力：ViViA、吉本興業、よしもとクリエイティブ・エージェンシー
- 制作スタッフ：田中裕也、佐々木宏之、井上浩好、小山莉奈
- アシスタントプロデューサー：笠井七海
- ディレクター：秋山真彦、内山真吾、阿部和孝、齋藤弘一、安井啓太
- 演出：嶋中一人
- プロデューサー：三浦大輔（ViViA）、佐々木聡（よしもとクリエイティブ・エージェンシー）、岩下英雅（ViViA）
- ゼネラルプロデューサー：本部純
- 制作著作：テレビ朝日

## ネット局と放送時間
| 放送対象地域 | 放送局              | 系列局         | 放送曜日・時間               | 放送開始日    | ネット状況 | 備考        |
| ------------ | ------------------- | -------------- | ---------------------------- | ------------- | ---------- | ----------- |
| 関東広域圏   | テレビ朝日（EX）    | テレビ朝日系列 | 日曜 1:30 - 2:00（土曜深夜） | 2018年10月7日 | 制作局     | 制作局      |
| 秋田県       | 秋田朝日放送（AAB） | テレビ朝日系列 | 火曜 0:55 - 1:25（月曜深夜） | -             | 遅れネット |             |
| 石川県       | 北陸朝日放送（HAB） | テレビ朝日系列 | 日曜 2:35 - 3:05（土曜深夜） | 2019年1月31日 | 遅れネット | [ 2 ] [ 3 ] |
| 福岡県       | 九州朝日放送（KBC） | テレビ朝日系列 | 金曜 1:25 - 1:55（木曜深夜） | -             | 遅れネット |             |
| 山口県       | 山口朝日放送（yab） | テレビ朝日系列 | 火曜 1:21 - 1:51（月曜深夜） | -             | 遅れネット |             |